# Tony Curran
Tony Curran (født 13. december 1969 i Glasgow, Skotland) er en skotsk skuespiller.

## Udvalgt filmografi
- The Magical Legend of the Leprechauns (1998)
- The 13th Warrior (1999)
- Split Second (1999)
- Gladiator (2000)
- Pearl Harbor (2001)
- The Mists of Avalon (2001)
- Blade II (2002)
- Menace (2002)
- Det hemmelighedsfulde selskab (2003)
- Ultimate Force (2002)
- Flight of the Phoenix (2004)
- Trust Me (2005)
- Beowulf & Grendel (2005)
- Underworld: Evolution (2006)
- Red Road (2006)
- Miami Vice (2006)
- The Good German (2006)
- Shuttle (2008)
- The Midnight Meat Train (2008)
- The Lazarus Project (2008)
- Corrado (2009)
- Big Mommas: Like Father, Like Son (2011)
- X-Men: First Class (2011)
- Thor: The Dark World (2013)